# Eje radial

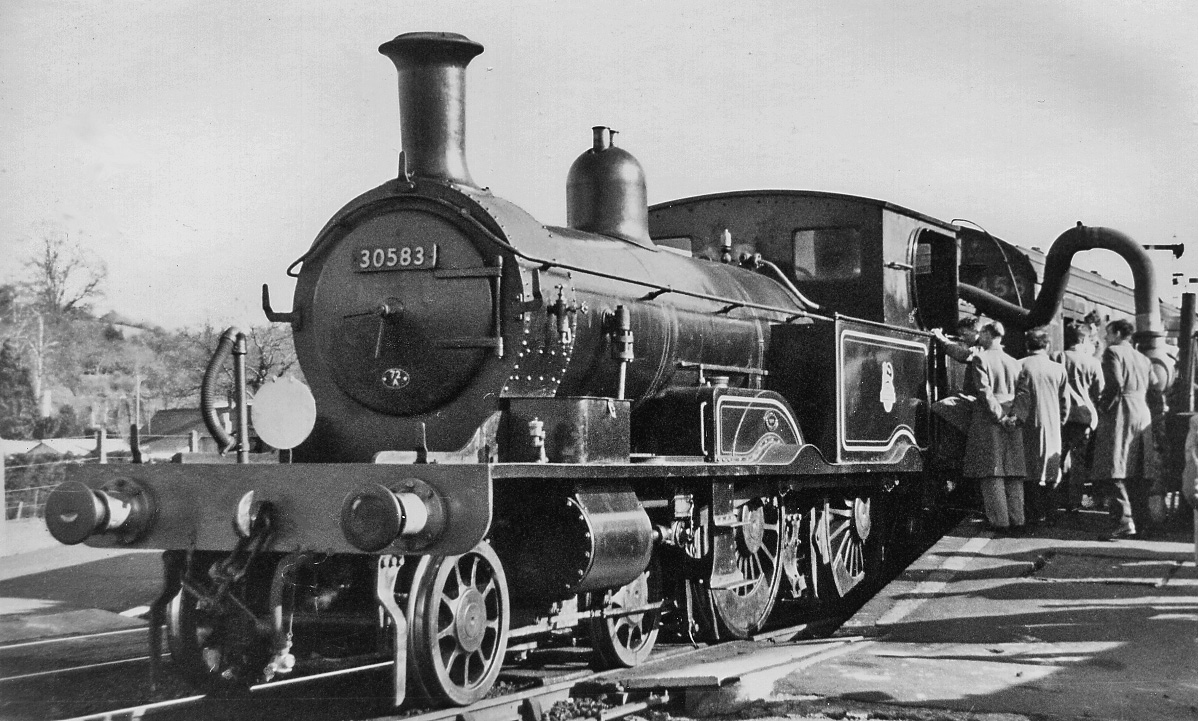
Máquina LSWR de la Clase 415, una de las locomotoras Radiales Adams equipadas con ejes portantes radiales

Se denomina eje radial a un tipo de eje utilizado en locomotoras y vehículos ferroviarios, diseñado para poder moverse lateralmente a lo largo de un arco de circunferencia, con el objeto de reducir el desgaste de las pestañas y de los carriles cuando se circula en curva. 
Los ejes radiales se utilizaron ampliamente en el material móvil ferroviario a finales del siglo XIX con anterioridad a la adopción de los bogies. También se utilizaron en los ejes portantes delanteros o traseros de las locomotoras, particularmente en las locomotoras con depósito incorporado. La idea fue probada por primera vez con éxito por William Bridges Adams en el Ferrocarril de Londres y del Suroeste en 1863, y el dispositivo pasó a ser conocido como el eje Adams. Posteriormente fue asumido por otros ingenieros, en particular su homónimo William Adams, Superintendente de locomotoras del LSWR, que introdujo una clase de locomotoras conocidas como "Radiales Adams". 
Los ejes radiales también se utilizaron en las locomotoras diseñadas por Francis Webb del Ferrocarril de Londres y del Noroeste, y por William Stroudley y R. J. Billinton del Ferrocarril de Londres, Brighton y de la Costa Sur. El diseño de eje radial de Webb utilizaba un rodamiento de  cañón, en el que los dos cojinetes del eje se desplazan en una sola pieza curvada, la 'caja de cañón', que puede deslizarse lateralmente sobre una banda circular. David Joy, diseñador del mecanismo de válvulas homónimo, citó la presencia de estas cajas de ejes en las clase Precedent de Webb. El primer diseño de Adams se había basado en situar el eje y las caras de empuje dentro de los cojinetes, con el fin de mantenerlos en posición insertados en las placas de guarda. 